# Félix Grabowski
Félix Grabowski, né en 1817 à Angers et mort le 14 juillet 1889 à Paris, est un sculpteur français.

## Biographie
Félix Louis Grabowski est le fils de Jean Grabowski et d'Anne Félicité Brosselais.
Élève de Jules Ramey et d'Auguste Dumont, il expose au Salon entre 1855 et 1878. 
Il meurt le 14 juillet 1889 à l'âge de 72 ans.
Il est inhumé le 16 juillet 1889 au cimetière du Montparnasse. 
Son œuvre Sainte Espérance proposée en marbre au Salon de 1876 est copiée sur la stèle.